# Sini
Sini (sardinski: Sìni) je grad i općina (comune) u pokrajini Oristanu u regiji Sardiniji, Italija. Nalazi se na nadmorskoj visini od 255 metara i ima 524 stanovnika.
 Prostire se na 8,75 km². Gustoća naseljenosti je 60 st/km².
Susjedne općine su: Baradili, Genoni, Genuri i Gonnosnò.